# Station Berg im Drautal
Station Berg im Drautal is een spoorwegstation aan de Drautalspoorlijn in de gemeente Berg im Drautal (Oostenrijk-Karinthië).